# 奧索韋齊 (博布羅維齊亞區)
50°38′7″N 31°29′14″E / 50.63528°N 31.48722°E
奧索韋齊（烏克蘭語：Осовець），是烏克蘭北部的村莊，隸屬切爾尼希夫州的尼任區。該村始建於1150年，海拔高度132米，2001年該村落人口300。